# Augustinbrunnen

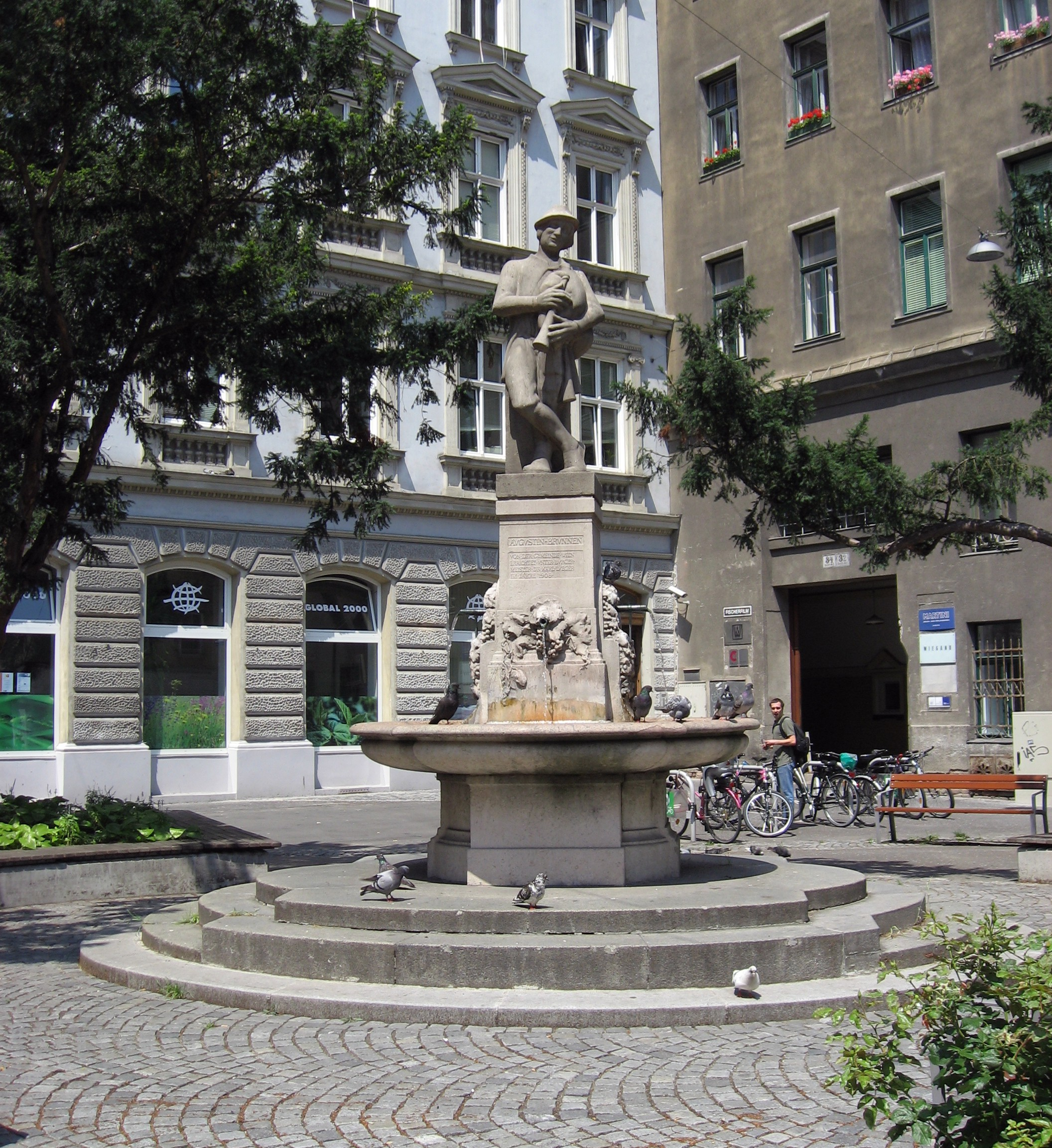
Der Augustinbrunnen in Wien

Der Augustinbrunnen ist ein Brunnen am Augustinplatz im 7. Wiener Gemeindebezirk Neubau.

## Geschichte
Am Standort des heutigen Augustinbrunnens befand sich im 17. Jahrhundert eine Pestgrube, in die der Bänkelsänger und Sackpfeifer Marx Augustin („Der liebe Augustin“) versehentlich geworfen wurde, aber aufgrund seines Dudelsackspiels schließlich gerettet werden konnte. 1861 wollte der Volkssänger Johann Fürst aus den Einnahmen eines geplanten „Unterhaltungsabends“ ein Standbild zu Ehren Marx Augustins errichten lassen, wozu es jedoch nicht kam. Am Strohplatzl, wie der heutige Augustinplatz früher genannt wurde, befand sich offenbar bereits im 19. Jahrhundert ein Brunnen.

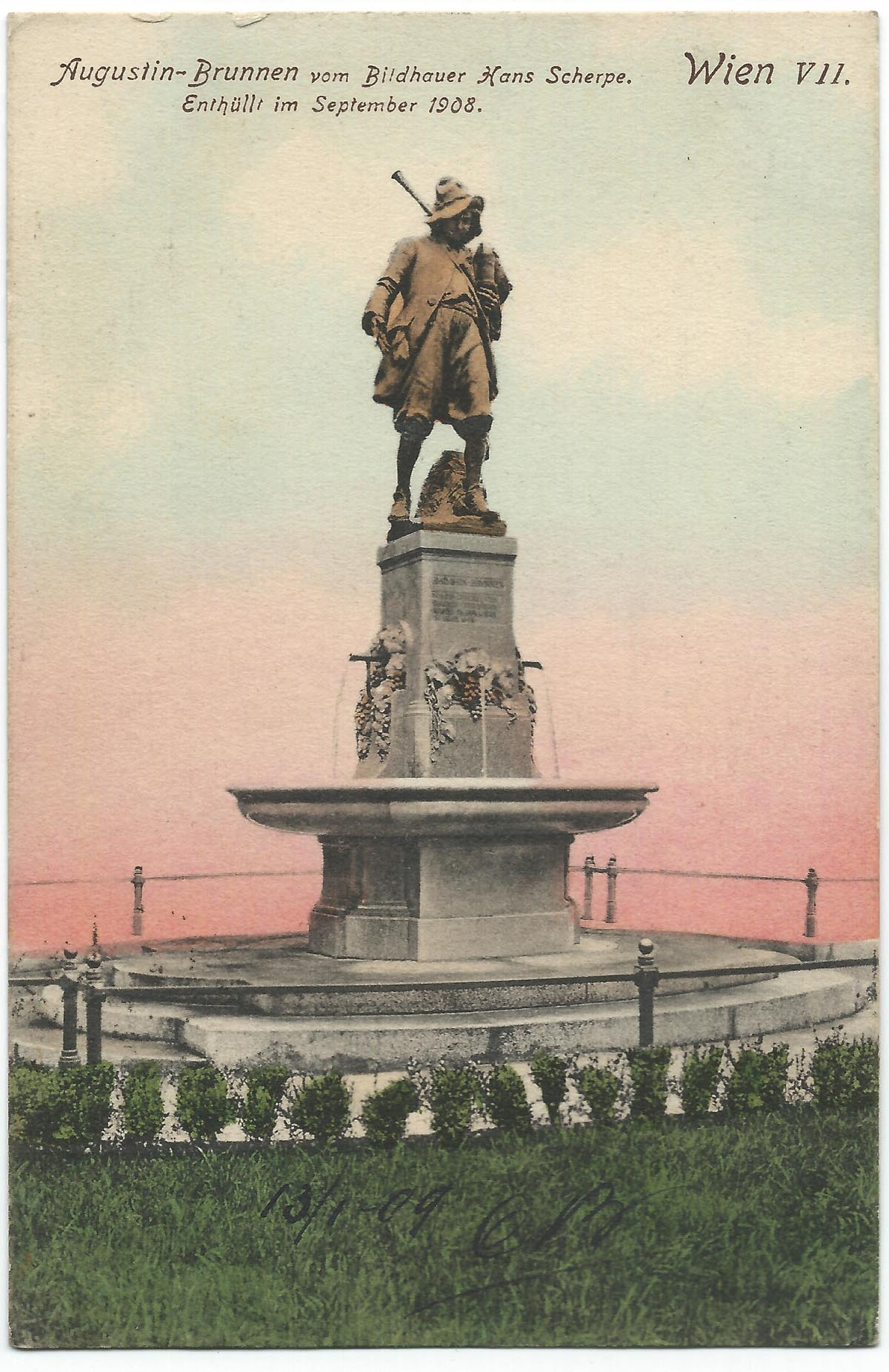
Brunnen mit alter Bronzeskulptur

Der Augustinbrunnen wurde vom Bildhauer Hans Scherpe geschaffen und am 4. September 1908 vom Wiener Bürgermeister Karl Lueger enthüllt. Angeblich wurde der Brunnen zu besonderen Anlässen mit Wein betrieben. Während des Zweiten Weltkrieges wurde die aus Bronze gefertigte Skulptur eingeschmolzen, ein Schicksal, das der Augustinbrunnen zu dieser Zeit mit anderen Wiener Brunnen und Skulpturen teilen musste.
Nach Kriegsende regte der Verein Alt-Wiener Bund die Errichtung einer neuen Statue an. Die heutige Augustin-Figur aus Sandstein wurde von Josef Humplik geschaffen und am 18. Oktober 1952 von Stadtrat Johann Mandl feierlich enthüllt. Nachdem der kleine Platz, auf dem sich der denkmalgeschützte Brunnen befindet, umgangssprachlich Augustinplatzl genannt wurde, erhielt er 2009 offiziell den Namen Augustinplatz, als Namensgeber diente neben Marx Augustin die Sängerin Liane Augustin.
Im März 2022 wurden Teile des Brunnens und die Statue wegen der Bauarbeiten am Linienkreuz U2/U5 der Wiener U-Bahn entfernt und am Naschmarkt deponiert. Etwa 2027/28 soll die Statue saniert und mit dem Brunnen wieder am Augustinplatz aufgestellt werden.

## Gestaltung
In der Mitte der flachen Brunnenschale befindet sich ein vierkantiger Sockel mit der Inschrift „Augustin-Brunnen. Von der Gemeinde Wien errichtet unter Bürgermeister Dr. Karl Lueger im Jahre 1908“. Die Inschrift an der Rückseite lautet „Ich war hin, nun habt's mich wieder und nun hört's auf meine Lieder“. Die Wasserauslässe an der vorderen, linken und rechten Seite des Sockels sind mit Ornamenten geschmückt, die Weinreben darstellen. Auf dem Sockel thront die Figur des lieben Augustin, der mit überkreuzten Beinen steht und seinen Dudelsack hält. Die Bronzeskulptur von 1908 stellte ebenfalls den lieben Augustin mit seinem Dudelsack dar, hatte mit der heutigen Statue aber wenig Ähnlichkeit und war größer und detaillierter ausgeführt. Der von Josef Humplik gestaltete Augustin entsprach in den 1950er Jahren der Vorstellung von moderner Kunst.